# Саманта Рут Прабху
Саманта Аккинени (англ. Samantha Akkineni, в девичестве Саманта Рут Прабху; род. 28 апреля 1987 года, Мадрас, Индия) — индийская актриса и модель, снимающаяся в фильмах на телугу и тамильском языке. Дебютировала в фильме «Как ты смогла меня очаровать?» 2010 года. Лауреат нескольких южно-индийских кинопремий, в том числе двух Filmfare Awards South за лучшую женскую роль в 2013 году.

## Биография
Саманта появилась на свет 28 апреля 1987 года в Мадрасе в семье Прабху и Нинетт. Её мать — малаяли, а отец — телугу, однако себя она считает тамилкой.
У Саманты есть два старших брата: Джонатан и Дэвид. В детстве она посещала Holy Angels Higher Secondary School, а затем получила степень бакалавра в области коммерции в Stella Maris College.
Во время учёбы в колледже будущая актриса начала подрабатывать моделью.

## Карьера

### Первый успех
Модельный бизнес, как это часто бывает в Индии, привёл её в кино. В начале 2009 года Саманта подписалась на главную женскую роль в тамильском фильме Pookadai Ravi в паре с Нараином,
однако в дальнейшем проект был положен на полку из-за финансовых проблем.
В том же году она была приняла участие в съёмках ещё двух тамильских фильмов: Baana Kaathadi в паре с дебютантом Атхарвой и Moscowin Kavery, ставшим режиссёрским дебютом для оператора Рави Вармана.
Но первым на экраны, в феврале 2010, вышел фильм Гаутама Менона «Как ты смогла меня очаровать?» (Ye Maaya Chesave) с Нагой Чайтанья в главной роли. Саманта была выбрана на прослушивании из 50 претенденток и для того, чтобы соответствовать представлению режиссёра о героине, загорела на четыре тона.
Её персонаж — Джесси, христианка-малаяли, живущая в Хайдарабаде, влюбляется в своего соседа индуиста, который на два года младше неё. Из-за плохого знания телугу её героиню озвучивала закадровая певица Чинмайи.
Фильм стал хитом проката,
а в отзывах актриса была названа «достаточно выразительной» и «убедительной».
Роль Джесси принесла ей номинацию на Filmfare Awards South за лучшую женскую роль
и награду за лучший дебют.
Саманта также появилась в качестве камео в вышедшей одновременно тамильской версии этого фильма под названием «Дотянуться до неба» и ремейке на хинди 2012 года — Ekk Deewana Tha.
Только после этого, в августе, состоялись премьеры её тамильских проектов. Оба фильма получили невысокую оценку
и провалились в прокате.
В октябре она появилась в качестве второй героини в фильме «Суперигрок» режиссёра Вамси Паидипалли, сниматься в котором начала ещё до своего первого релиза. Её партнёрами по съёмочной площадке стали НТР младший и Каджал Аггарвал. Картина имела успех в прокате и у критиков.
Следующий год начался с небольшой роли пациентки психбольницы в тамильском фильме Nadunisi Naaygal Гаутама Менона.
А единственной существенной ролью за год стала Прашанти в боевике Срину Вайтлы «Дерзкий» с супер-звездой Махешем Бабу.
Картина стала главным кассовым хитом среди индийских фильмов на языке телугу в 2011 году
и получила положительные отзывы.

В 2012 году Саманта заменила актрису Болливуда Сонам Капур сразу в двух фильмах: «Море» Мани Ратнама и Assi Nabbe Poorey Sau Гаутама Менона.
Однако из-за болезни она не смогла работать в течение двух месяцев и вышла из тамильских проектов «Море» и Ai.
Зато, вышедший в июне, фильм «Муха» режиссёра С. С. Раджамаули с её участием стал блокбастером. Другие роли в нём сыграли Нани и Судип. Картина имела ошеломительный успех, собрав в прокате более миллиарда рупий,
а также получила множество наград национального уровня и на международных фестивалях.
Саманта, в частности, была награждена Filmfare Awards South,
CineMAA Awards
и Santosham Film Awards.
«Муха», снимавшийся одновременно на телугу и тамильском языке, стал её первым хитом в Колливуде.
В том же году актриса сыграла главную женскую роль в трёхъязычном проекте Гаутама Менона. В версии на тамильском (Neethaane En Ponvasantham) её экранным партнёром стал Джива, в версии на телугу (Neethaane En Ponvasantham) — Нани, а в версии на хинди (Assi Nabbe Poorey Sau) — Адитья Рой Капур. Однако производство хинди-версии было отложено после того, как другой фильм Менона на хинди, Ekk Deewana Tha, провалился в прокате.
Игра Саманты была положительно оценена в обеих версиях фильма.
Однако именно тамильская версия принесла ей Filmfare Awards South и Vijay Awards.
Таким образом, Саманта стала второй киноактрисой после Ревати, которая завоевала две премии Filmfare за лучшую женскую роль в один год.
Саманта вновь снялась в паре с Махешем в семейной драме 2013 года «Ветка жасмина у дома Ситы» режиссёра Шриканта Аддалы. Фильм преуспел в прокате и заслужил статус «блокбастер».
Критики единодушно сочли, что она проделала прекрасную работу,
хотя Сангита Деви из The Hindu отметила, что после предыдущего фильма эта роль кажется незначительной.
В следующем месяце на экраны вышла романтическая комедия Jabardasth с Сиддхартом, являющаяся неофициальным ремейком хинди-язычного «Свадебного переполоха». Согласно отзывам Саманта хорошо справилась, но осталась в тени ярких персонажей Сиддхарта и Нитьи Менон.
Ещё одним хитом в её карьере стал фильм «Путь к дому тёти» режиссёра Тривикрама Шриниваса с Паваном Кальяном в главной роли, побивший предыдущий рекорд по кассовым сборам среди фильмов на телугу.
В рецензиях её роль описывалась как ограниченная по времени, но приковывающая взгляд.
За неё актриса снова была номинирована на Filmfare Awards South.
Последним фильмом года стал Ramayya Vasthavayya, где она снялась вместе с НТР младшим и Шрути Хасан. Он провалился в прокате и получил смешанные и негативные отзывы; Сангита Деви заметила, что «мы видели Саманту в лучших ролях и лучших фильмах. Здесь она пытается сделать то лучшее, что она может».

### Настоящее время
В 2014 году вышло шесть фильмов с участием актрисы.
Первый из них — картина «Наша семья» — стала одним из самых кассовых фильмов года, собрав около 365 млн рупий.
В фильме Саманта исполнила две роли: мать шестилетнего мальчика, жившую в 1983 году, и её реинкарнацию в наше время. Её экранной парой во второй раз стал Нага Чайтанья, другие роли сыграли Нагарджуна, Шрия Саран и Аккинени Нагесвара Рао. Прабалика Боран из The Hindu написала, что она «хорошо показывает эмоции и легко переключается и между ролями матери и юной студентки колледжа».
Суреш Кавираяни в отзыве для Deccan Chronicle отметил, что «это одно из её лучших выступлений на сегодняшний день», добавив что они с Нагараджуной затмили всех остальных актёров.
Фильм принёс Саманте номинацию на Filmfare Awards South,
а также премии CineMAA
SIIMA Awards.
В этом же году актриса вновь появилась на экране вместе с Чайтаньей в боевике Девы Катта Autonagar Surya. Но третий опыт сотрудничества для них оказался не столь удачным как два первых, и фильм стал кассовым провалом.
Провальными оказали также три следующих её фильма: Alludu Seenu В.В. Винайяка, в котором Саманта выступала скорее в качестве красивого приложения к главному герою,
тамильский «Неугомонный» Н. Лингусами с Сурьей, вышедший на день независимости, и «Суета сует» с НТР младшим.
Р. С. Шанкар из Bangalore Mirror заметил: «романтический аспект в таком гангстерском фильме, как правило, никогда не работает, и, возможно, именно поэтому Лингусами пытался представить Саманту как гламурную куклу, показав её танец в скудных нарядах».
А Сангита Деви добавила, что она «в последнее время, кажется, застряла с исполнением подобных ролей, требующих от неё быть привлекающим реквизитом».
И только последний фильм года — тамильский боевик «Кинжал» режиссёра АР Муругадоса с Виджаем в главной роли — вновь вернул ей успех. Он собрал в прокате 126 крор (1.26 млрд рупий) и вошёл в число самых кассовых фильмов на тамильском языке.
Но критики единодушно сочли, что Саманте в фильме не пришлось особо ничего делать.
Однако эта роль всё же принесла ей несколько номинаций на разные кинопремии. Примечательно также, что и «Наша семья», и «Кинжал» были признаны лучшими фильмами года по версии Filmfare Awards.
Вышедший в апреле 2015 года фильм «Сын Сатьямурти» с Аллу Арджуном стал хитом проката, собрав 900 млн рупий.
Осенью настал черёд тамильского боевика «Перевозчик» с Викрамом, в котором Саманта исполнила двойную роль, сыграв студентку из Ченнаи и кланового лидера из штата Уттаракханд. Фильм однако не оправдал ожиданий и провалился в прокате.
Последний фильм Саманты в 2015 году Thanga Magan с Дханушем получил смешанные отзывы и умеренный коммерческий успех.
На следующий год актриса снялась сразу в четырёх кассовых хитах: «Затаённое пламя» и «Часовщик» на тамильском и A Aa и Janatha Garage на телугу. Ещё один фильм, крупнобюджетный Brahmotsavam с треском провалился в прокате. Из всех сыгранных в 2016 году ролей, наиболее удачной признали роль Анасуи Рамалингам в романтической комедии A Aa, которая в итоге принесла ей третью премию Filmfare.
В 2018 году актриса снялась в нескольких успешных фильмах. В двуязычном «Великая актриса» она сыграла сыщика, которая расследует смерть актрисы Савитри. Также она сыграла журналистку в фильме U-Turn, который является ремейком одноименного фильма на каннада. Остальные фильмы с её участием: Rangasthalam', Irumbu Thirai и Seema Raja, также имели коммерческий успех.
Саманта является одной из немногих актрис, которые редко озвучивают персонажей своим голосом. В первый раз она озвучила своего персонажа для фильма «Ветка жасмина у дома Ситы», до этого её героинь озвучивала певица Чинмайи. Спустя три года она вновь говорила своим голосом на телугу в фильмах A Aa и Mahanati, но в тамильской версии её озвучила Чинмайи.

## Личная жизнь
В начале 2017 года состоялась помолвка Саманты и актёра Нага Чайтаньи, который был её экранным партнёром в дебютном фильме. В октябре того же года пара поженилась, устроив две свадебные церемонии: одну в индустистких традициях, а вторую — в христианских.
В октябре 2021 года они объявили о расставании.

## Фильмография
Фильмы, перечисленные в списке, сняты в оригинале на языке телугу, если язык не указан отдельно.

| Год  |   | Русское название                | Оригинальное название                 | Роль                       |
| ---- | - | ------------------------------- | ------------------------------------- | -------------------------- |
| 2010 | ф | Дотянуться до неба              | Vinnaithaandi Varuvaayaa (там.)       | Нандин (камео)             |
| 2010 | ф | Как ты смогла меня очаровать    | Ye Maaya Chesave                      | Джесси Тхекекутту          |
| 2010 | ф |                                 | Baana Kaathadi (там.)                 | Прия                       |
| 2010 | ф |                                 | Moscowin Kavery (там.)                | Кавери Тхангавелу          |
| 2010 | ф | Суперигрок / Процветающий сад   | Brindavanam                           | Инду                       |
| 2011 | ф | Дерзкий                         | Dookudu                               | Прашанти                   |
| 2012 | ф | Муха                            | Eega                                  | Бинду                      |
| 2012 | ф |                                 | Neethaane En Ponvasantham (там.)      | Нитья Йелаварти            |
| 2012 | ф |                                 | Yeto Vellipoyindhi Manasu             | Нитья Васудеван            |
| 2013 | ф | Ветка жасмина у дома Ситы       | Seethamma Vakitlo Sirimalle Chettu    | Гита                       |
| 2013 | ф |                                 | Jabardasth                            | Шрея                       |
| 2013 | ф | Путь к дому тёти                | Attarintiki Daredi                    | Шаши                       |
| 2013 | ф |                                 | Ramayya Vasthavayya                   | Акарша                     |
| 2014 | ф | Наша семья                      | Manam                                 | Кришнавени / Прия          |
| 2014 | ф |                                 | Autonagar Surya                       | Шириша                     |
| 2014 | ф |                                 | Alludu Seenu                          | Анджали                    |
| 2014 | ф | Неугомонный                     | Anjaan (там.)                         | Джива                      |
| 2014 | ф | Суета сует                      | Rabhasa                               | Инду                       |
| 2014 | ф | Кинжал                          | Kaththi (там.)                        | Анкита                     |
| 2015 | ф | Начать сначала / Сын Сатьямурти | S/O Satyamurthy                       | Самира, она же Суббулакшми |
| 2015 | ф | Перевозчик                      | 10 Endrathukulla (там.)               | Шакила и Гадги Мой         |
| 2015 | ф | Золотой сын                     | Thanga Magan (там.)                   | Ямуна                      |
| 2015 | ф | Затаённое пламя                 | Theri (там.)                          | Митра Виджайкумар          |
| 2016 | ф | Часовщик                        | 24 (там.)                             | Сатья                      |
| 2016 | ф |                                 | A Aa                                  | Анасуя Рамалингам          |
| 2016 | ф | Народный гараж / Доброе сердце  | Janatha Garage                        | Буджи                      |
| 2017 | ф |                                 | Raju Gari Gadhi 2                     | Амурта                     |
| 2017 | ф |                                 | Mersal (там.)                         | Тара, телеведущая          |
| 2018 | ф |                                 | Rangasthalam                          | Rama Lakshmi               |
| 2018 | ф |                                 | Mahanati / Nadigaiyar Thilagam (там.) | Мадхуравани                |
| 2018 | ф |                                 | Seema Raja (там.)                     | Sundhanthira Selvi         |
| 2018 | ф |                                 | U Turn (тел.) / (там.)                | Rachana                    |
| 2018 | ф |                                 | Irumbu Thirai (там.)                  | Рати Деви                  |
| 2019 | ф |                                 | Super Deluxe (там.)                   | Ваембу                     |